# I-153
I-153 (I-15ter) – jednomiejscowy samolot myśliwski i myśliwsko-bombowy produkcji ZSRR z czasów II wojny światowej, skonstruowany w biurze Polikarpowa.

## Historia
Samolot I-153, znany także jako I-15ter, został oblatany w roku 1938. Stanowił efekt próby zmodernizowania I-15bis przez redukcję oporu aerodynamicznego. Najistotniejsze zmiany polegały na zmianie górnego płata na skrzydło typu mewa, wykorzystywane już w I-15. Wprowadzono też ręcznie chowane podwozie i jeszcze mocniejszy silnik. Zbudowano łącznie 3437 maszyn.

## Konstrukcja

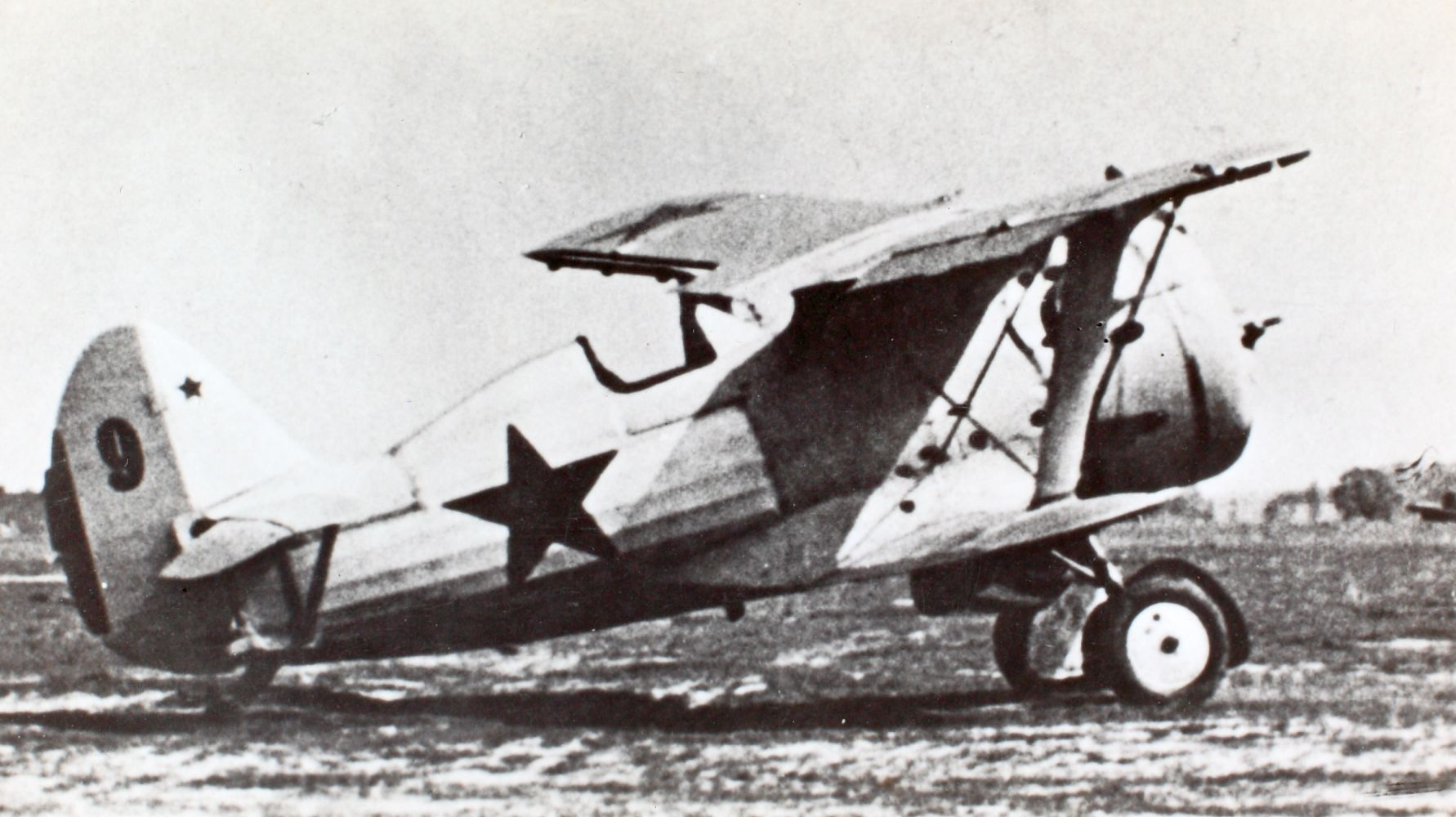
Polikarpow I-153

I-153 był jednomiejscowym samolotem myśliwskim w układzie półtorapłata. Kadłub o konstrukcji metalowej tworzyła kratownica wykonana z rur stalowych pokrytych w części przedniej do kabiny pilota blachami duralowymi a za kabiną pilota płótnem. Fotel pilota wykonany był z 9 mm blachy stalowej tworzącej pancerną osłonę. Płaty o konstrukcji drewnianej, dwudźwigarowe, pokryte sklejką brzozową oraz płótnem. Górne skrzydło miało charakterystyczne załamanie przy kadłubie (skrzydło typu mewa), pokryte blachami duralowymi, które kryły również dolne skrzydło przy kadłubie. Skrzydła usztywnione były pojedynczymi wspornikami i stalowymi cięgłami. Górny płat zaopatrzony był w lotki, kryte płótnem. Usterzenie metalowe kryte płótnem. Usterzenie poziome podparte zastrzałami. Ster kierunku zaopatrzony w trymer ustawiany na ziemi. Podwozie główne, z pojedynczymi kołami wspartymi na trzech goleniach każde, chowane w locie, i stałe kółko ogonowe. Podwozie było chowane ręcznie przy pomocy korby znajdującej się w kabinie pilota do wnęki znajdującej się w dolnym płacie. Schowane koła częściowo zakrywane były duralową płytą, która jednak podczas używania samolotu w warunkach polowych była często zdejmowana gdyż podczas manewrów na ziemi zahaczała o trawę. Napęd stanowił dziewięciocylindrowy silnik w układzie pojedynczej gwiazdy. W zależności od wersji był to albo M-25M o mocy 552 kW, M-62 o mocy 736 kW lub M-63 o mocy 809,6 kW. Silnik napędzał dwułopatowe metalowe śmigło o zmiennym skoku. Silnik chłodzony był powietrzem, na osłonie znajdowały się otwory przed każdym z cylindrów zaopatrzone w metalowe żaluzje regulowane z kabiny. Główny zbiornik paliwa o pojemności 210 dm³ umieszczony w kadłubie.

## Zastosowanie bojowe

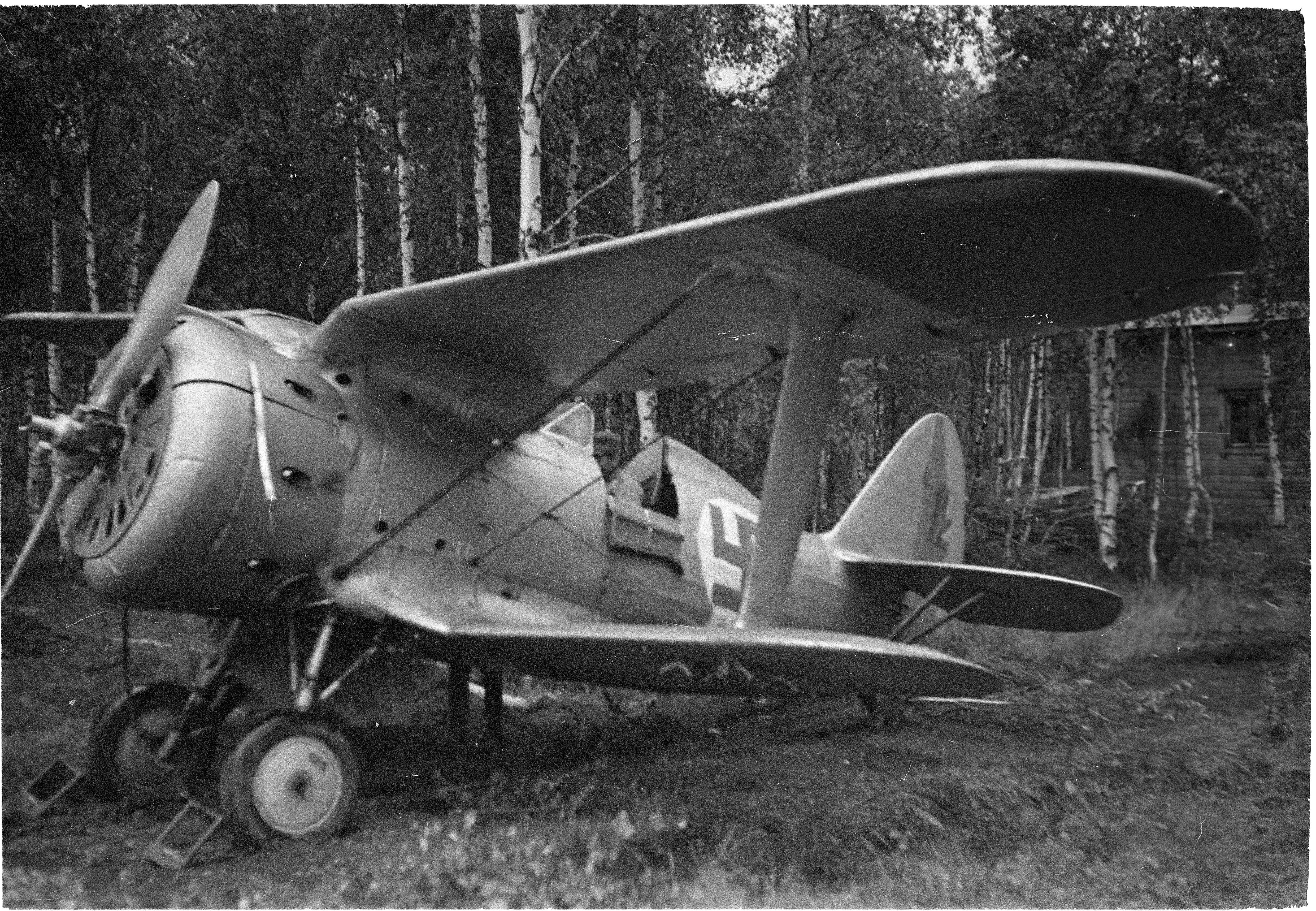
Polikarpow I-153 lotnictwa Finlandii

Wchodząc do służby, nowe samoloty, wzięły udział w incydencie granicznym z Japonią w lecie 1939 roku znanym jako bitwa nad Chałchin-Goł. Dwanaście samolotów I-153 tworzyło eskadrę w 70 Pułku Myśliwskim. 25 lipca tego samego roku dziewięć radzieckich samolotów zestrzeliło cztery japońskie maszyny Nakajima Ki-27. Pierwsze doświadczenia bojowe wykazały bardzo dobrą zwrotność I-153 ale mniejszą prędkość w porównaniu z japońskimi samolotami. W sierpniu 1940 roku 93 I-153 zostały przekazane do Chin, jednak nie odegrały już znaczącej roli. Samoloty te odegrały poważną rolę w radziecko-fińskiej wojnie zimowej 1939–1940 podczas której radziły sobie z fińskimi Gladiatorami i Fokkerami D.XXI, a także w czasie pierwszego etapu niemieckiej inwazji na ZSRR z czerwca 1941 roku. Ocalałe myśliwce I-153 od 1943 roku były przenoszone do jednostek szkolnych. Mimo to na Dalekiej Północy i Dalekim Wschodzie, samoloty te dotrwały w pierwszej linii do 1945 roku. Po raz ostatni zostały użyte bojowo, razem z samolotami I-15bis, w czasie walk z Japończykami w Mandżurii. Fińskie zdobyczne myśliwce, również wykorzystywano jako samoloty pierwszoliniowe do roku 1945. W rękach doświadczonego pilota samolot ten był dość skuteczną bronią, lecz niedoświadczonym mógł sprawiać kłopoty. Jeden ze zdobytych przez Niemców podczas wojny egzemplarzy I-153 został przez nich wyremontowany. Odnaleziony po wojnie we Francji jest eksponowany w Muzeum Lotnictwa i Astronautyki Le Bourget.